# Carrer de Na Jordana
|  | Aquest article tracta sobre el carrer de Na Jordana. Si cerqueu la Falla de Na Jordana, vegeu «Associació Cultural Fallera Na Jordana». |

El carrer de Na Jordana és una via urbana del centre antic de València. Està situat entre el carrer de Guillem de Castro i la plaça homònima.

## Nom
El nom de Na Jordana mostra l'article femení na propi del valencià antic i encara utilitzat per alguns dialectes com el mallorquí.
Segons algunes investigacions, el nom del carrer prové del fet que en ella existia un forn regentat per una dona, el marit de la qual es deia Jordà. Segons el costum de l'època, se solia anomenar a la dona pel nom del seu espòs en femení, d'ací l'apel·latiu de Jordana que va rebre.

## Elements importants

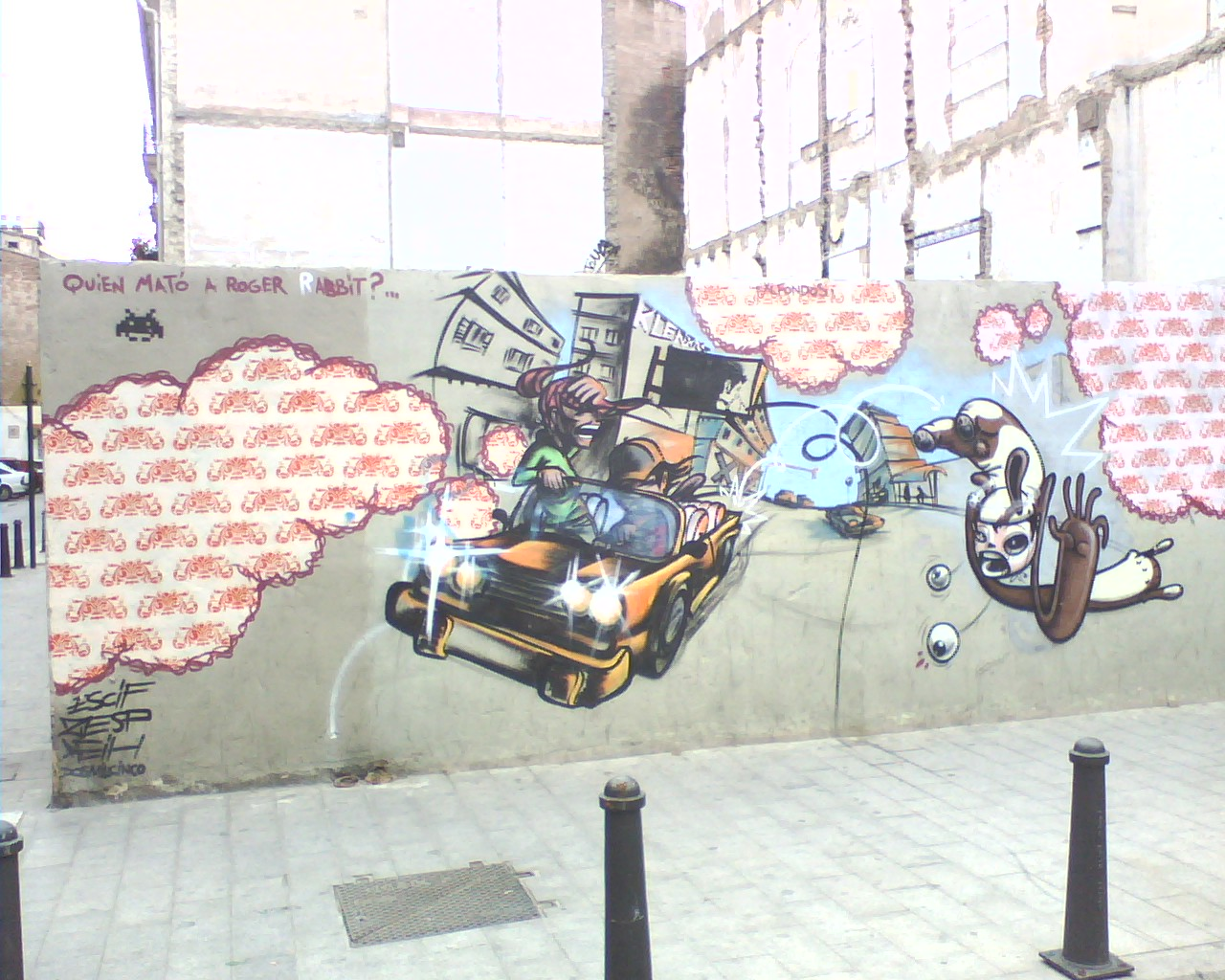
Graffiti al carrer de Na Jordana.

Aquest carrer és famós per la Falla Na Jordana, la falla amb més participacions i primers premis a la secció especial. Tanmateix, per la mida que sol tindre la falla, massa gran per al carrer, aquesta s'ha plantat a la plaça del Centenar de la Ploma (avui en dia dedicada a Pere Borrego) o, actualment, a la plaça del Portal Nou.
Al final del carrer, a l'altura de Guillem de Castro, trobem l'IVAM, l'Institut Valencià d'Art Modern. A la sala inferior de dit museu es pot visitar un tros de la, ja derruïda, muralla de València.

## Falla Na Jordana
La comissió Na Jordana és una associació cultural fallera amb seu social al Carrer Salvador Giner. Es considera que la seua primera Falla es va plantar el 1884, i a més d'actuar com a entitat fallera constitueix un referent cultural a la ciutat per les nombroses activitats i propostes que anualment genera.